# If Dogs Run Free
If Dogs Run Free – piosenka skomponowana przez Boba Dylana, nagrana przez niego w czerwcu 1970 r. i wydana na albumie New Morning w październiku 1970 r.

## Historia i charakter utworu
Piosenka ta została nagrana na 7 sesji w Columbia Studio E z 5 czerwca. Oprócz niej nagrał Dylan wtedy jeszcze: „Winterlude”, „Sign on the Window”, „The Man in Me”, „Father of Night”, „Went to See the Gypsy” (wszystkie te wersje zostały wydane na New Morning) oraz „Ah-Ooh! (instrumentalny), „I Forgot to Remember to Forget Her” i „Lily of the West (Flora)”. Ten ostatni utwór został wydany na albumie Dylan.
Jeśli piosenkę „Winterlude” można uznać za niepasującą do katalogu Dylana, to „If Dogs Run Free” jest w ogóle najdziwniejszym utworem nagranym przez artystę.
Piosenka ma charakter jazzowy, ale utwór jest mocno osadzony na schemacie bluesowym i taki też jest jego ogólny nastrój. Kompozycja ta właściwie nie jest zaśpiewana przez Dylana; jest to raczej melorecytacja. Jazzowo-onomatopeistyczne wstawki wokalne są dziełem Maerethy Stewart.
Ze strony Dylana można wyczuć nieco autoparodii przywołującej wspomnienia z początku lat 60. XX w., gdy poeta czytał swoje wiersze w zadymionych kawiarniach folkowych.
Mimo dziwności piosenki Dylan zaczął ją wykonywać na koncertach jesienią 2000 r.

## Muzycy
- Bob Dylan – pianino, gitara, harmonijka ustna, śpiew

sesja siódma
- Al Kooper – gitara, pianino, śpiew
- Charlie Daniels – gitara basowa
- Ron Cornelius – gitara
- Russ Kunkel – perkusja
- Hilda Harris – chórki
- Albertine Robinson – chórki
- Maeretha Stewart – chórki

## Wykonania piosenki przez innych artystów
- Al Kooper – Al’s Big Deal (Unclaimed Freight)[a] (1975)